# Jesse L. Lasky
Jesse Louis Lasky (13 de septiembre de 1880 - 13 de enero de 1958) fue un productor de cine estadounidense pionero en películas en movimiento. Fue un fundador clave de Paramount Pictures con Adolph Zukor, y padre del guionista Jesse L. Lasky, Jr.

## Biografía
Nació en San Francisco (California), en el seno de una familia judía, y trabajó en una gran variedad de oficios. Comenzó su carrera en el mundo del entretenimiento como un artista de vodevil, tocando la corneta en dúo con su hermana Blanche, lo que lo llevó al negocio de las películas en movimiento.
En 1911, Lasky fue productor de dos musicales de Broadway: Hello, Paris y A La Broadway. Beatrice deMille también producía obras en Broadway y le presentó a su hijo Cecil B. DeMille.
Su hermana Blanche se casó con Samuel Goldwyn y en 1913 Lasky y Goldwyn hicieron equipo con Cecil B. DeMille y Oscar Apfel para formar la Jesse L. Lasky Feature Play Company. Con recursos limitados, alquilaron un granero cerca de Los Ángeles, donde rodaron el primer largometraje de Hollywood, The Squaw Man, de DeMille. Conocido hoy como el Lasky-DeMille Barn, alberga el Hollywood Heritage Museum.
En 1916, su compañía se fusionó con la compañía Famous Players Film Company de Adolph Zukor para crear la Famous Players-Lasky Corporation. En 1920, la Famous Players-Lasky construyó un gran estudio en Astoria Nueva York, conocido ahora como los Kaufman Astoria Studios. En 1927, Lasky fue una de las treinta y seis personas que fundaron la Academia de Artes y Ciencias Cinematográficas.
Surgieron problemas financieros dentro de la industria como resultado de la Gran Depresión ya la Famous Players-Lasky Company entró a la suspensión de pagos en 1933. Jesse Lasky hizo equipo entonces con Mary Pickford para producir películas pero al cabo de pocos años ella disolvió su relación de negocios. Lasky entonces encontró trabajo como productor en uno de los grandes estudios hasta 1945 cuando formó su propia compañía de producción. Hizo su última película en 1951 y en 1957 publicó su autobiografía, I Blow My Own Horn (Yo soplo mi propio corno).

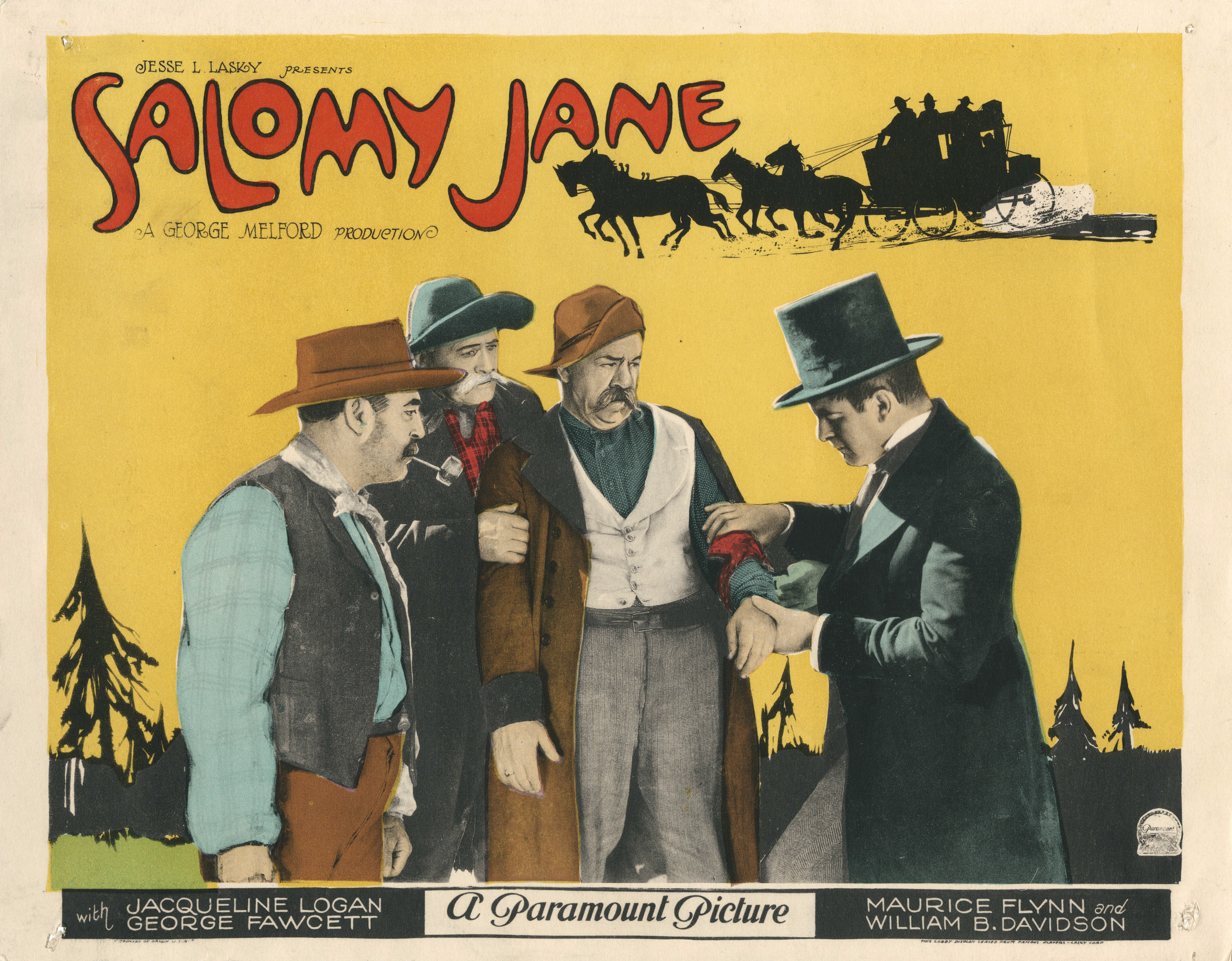
Cartel de Salomy Jane, western mudo producido por Jesse Lasky.

Jesse L. Lasky murió a los 77 años de un ataque al corazón en Beverly Hills, California. Está enterrado en el Hollywood Forever Cemetery, junto a los estudios Paramount, en Hollywood.

## Legado
Por su contribución a la industria del cine en movimiento, Lasky tiene una estrella en el Paseo de la Fama de Hollywood en 6433 Hollywood Boulevard. "Lasky Drive" en Beverly Hills fue llamada así en su honor.